# Fammi entrare (Marco Carta)
Fammi entrare è un singolo del cantante italiano Marco Carta, il quinto estratto dal quarto album in studio Necessità lunatica, pubblicato il 28 giugno 2013.

## Successo commerciale
Il brano ha debuttato alla 15ª posizione nella Top Singoli, per poi raggiungere in quella seguente, come posizione massima, la 9ª della medesima classifica.

## Classifiche
| Classifica (2013) | Posizione massima |
| ----------------- | ----------------- |
| Italia            | 9                 |